# ギヨーム1世 (エノー伯)
ギヨーム1世（Guillaume I, 1286年 - 1337年6月7日）は、エノー伯。ホラント伯、ゼーラント伯でもあった。エノー伯ジャン2世とルクセンブルク伯ハインリヒ5世の娘フィリッパの三男。
兄のジャンが金拍車の戦いで戦死した為後継者に選ばれたが、ブラバント公ジャン2世に襲撃され、領土の大半を奪われ、父も捕虜のまま他界してしまった。即位した年にこれらの領土を奪回、1323年にパリで和睦、領有を認められた。一方でイングランド王室とも繋がりがあり、エドワード2世の王妃イザベラの亡命及び挙兵の手助けもしている。この時、イザベラの王太子エドワード3世と娘フィリッパの結婚が約束された。
1337年6月7日、死去。11月に百年戦争が勃発した。

## 子女
1305年、ヴァロワ伯シャルルの娘で、フランス王フィリップ6世の妹ジャンヌと結婚
- ジャン（1306年 - 1316年）
- ギヨーム2世（1307年 - 1345年）
- マルグリット（1311年 - 1356年） - 神聖ローマ皇帝ルートヴィヒ4世と結婚
- フィリッパ（1314年 - 1369年） - イングランド王エドワード3世と結婚
- ジャンヌ（1315年 - 1374年） - ユーリヒ公ヴィルヘルム1世と結婚
- アニェス（? - 1326年）
- イザベル（1323年 - 1361年） - ロベール・ド・ナミュール（ナミュール侯ジャン1世の息子）と結婚
- ルイ（1325年 - 1328年）